# Washington County, Minnesota
 Washington County är ett county i sydöstra delen av delstaten Minnesota i USA. År 2010 hade countyt 238 136 invånare. Den administrativa huvudorten (county seat) är Stillwater, som ligger cirka 30 km öster om delstatens huvudstad St. Paul och omedelbart väster om gränsen till delstaten Wisconsin. Andra större samhällen i countyt är Woodbury, Oakdale, Hugo och Cottage Grove.
Countyt fick sitt namn efter George Washington, USA:s förste president.

## Politik
Washington County är ett så kallat swing distrikt och det brukar vara jämnt mellan republikanerna och demokraterna i valen. Under 2000-talet har dock demokraternas kandidat vunnit countyt i tre av fem presidentval (2008, 2012, 2016). I valet 2016 vann demokraternas kandidat med 46,5 procent av rösterna mot 44,7 för republikanernas kandidat.

## Geografi
Enligt United States Census Bureau har countyt en total area på 1 096 km². 1 059 km² av den arean är land och 37 km² är vatten.

### Angränsande countyn
- Chisago County - norr
- Polk County, Wisconsin - nordost
- St. Croix County - öst
- Pierce County, Wisconsin - sydost
- Dakota County - sydväst
- Ramsey County - väst
- Anoka County - nordväst

### Städer och samhällen
- Afton
- Bayport
- Birchwood Village
- Cottage Grove
- Dellwood
- Forest Lake
- Grant
- Hastings (delvis i Dakota County)
- Hugo
- Lake Elmo
- Landfall
- Mahtomedi
- Newport
- Oakdale
- Scandia
- Stillwater
- White Bear Lake (delvis i Ramsey County)
- Willernie
- Woodbury